# 루뱅 가톨릭 대학교 (1835–1968)

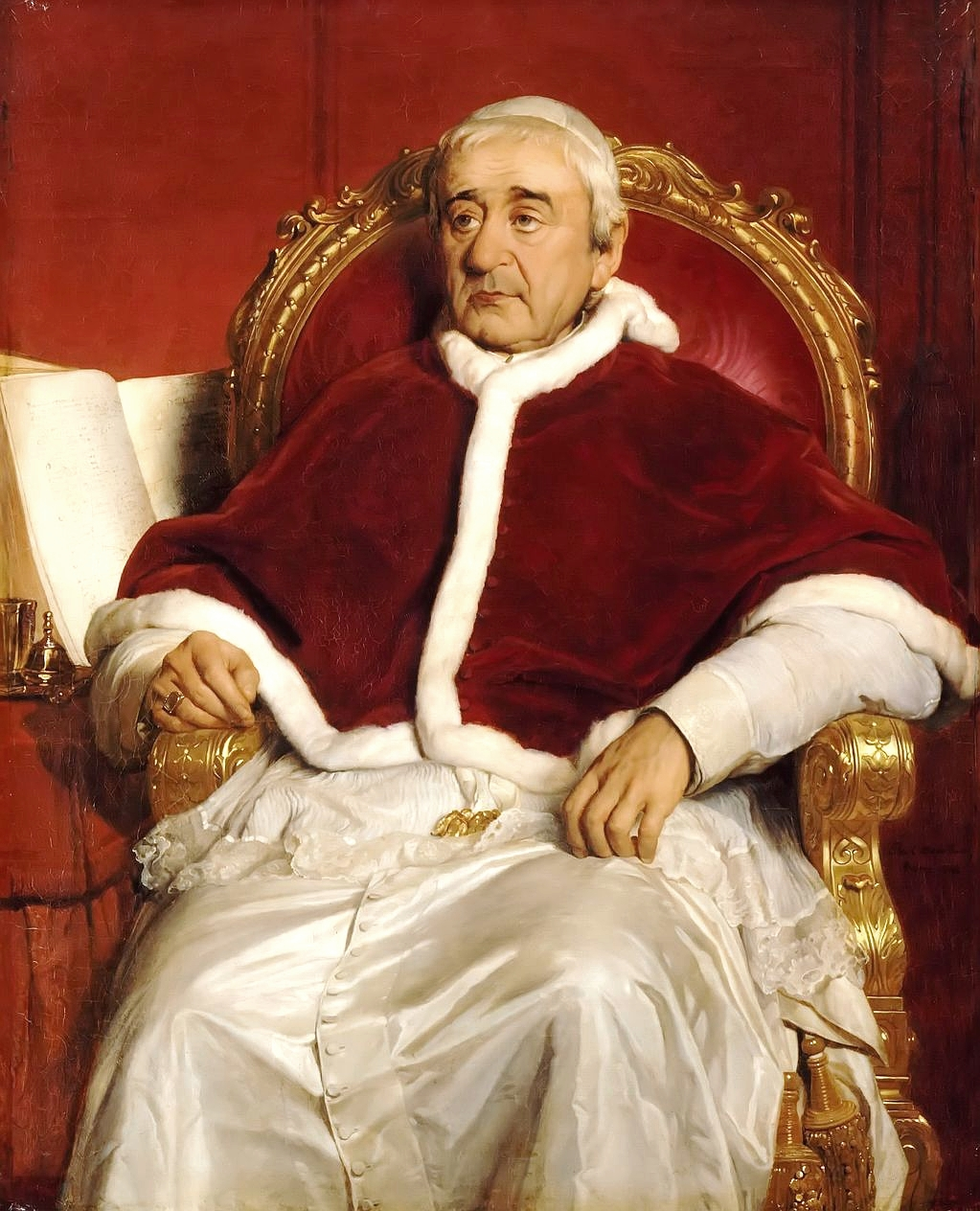
교황 그레고리오 16세

루뱅 가톨릭대학교(Catholic University of Leuven)는 벨기에에서 가장 크고, 오래되고 유명한 대학이다. 834년 메헬렌에서 메헬렌 가톨릭 대학교(Catholic University of Mechelen)로 시작하였다가 1835년 뢰번으로 이전하였다. 
1968년에 프랑스어와 네덜란드어를 사용하는 구성원들의 분규로 프랑스어를 사용하는 루뱅 가톨릭 대학교와 네덜란드어를 사용하는 뢰번 가톨릭 대학교로 분리되었다. 루뱅 가톨릭 대학교는 프랑스어권 도시인 루뱅라뇌브로 이전하여 개교하고 뢰번 가톨릭 대학교는 원래의 뢰번에 남았다.

## 저명한 동문
- 테오도르 슈반(Theodor Schwann, 1810–1882), 독일 의사 및 생리학자, 세포 이론의 개발자이자 슈반 세포의 발견자이자 교수.
- Louis Defré, Maurice Voituron(1816–1880)로도 알려져 있으며 벨기에 변호사 및 유클레(Uccle)의 burgomaster.
- Charles-Louis-Joseph-Xavier de la Vallée-Poussin(1827–1903), 벨기에 지질학자 및 광물학자.
- Auguste Marie François Beernaert (1829-1912), 벨기에 총리 및 1909년 노벨 평화상 수상자.
- 패트릭 프랜시스 힐리 (1830-1910), 조지타운 대학교 총장, 아프리카계 미국인 조상을 둔 최초의 예수회 사제, 아프리카계 미국인 가계가 인정된 최초의 박사학위 취득자
- Antanas Baranauskas (1835-1902), 리투아니아 시인 .
- Arthur Vierendeel (1852-1940) 벨기에 토목 기사
- E. J. Dillon|Emile Joseph Dillon (1854–1933), 아일랜드 언어학자, 저술가 및 저널리스트.
- Albrecht Rodenbach (1856-1880), 플람스어(Flemish) 시인
- Albin van Hoonacker (1857-1933), 벨기에 가톨릭 신학 및 성서 학자
- 샤를장 드 라 발레푸생(Charles Jean de la Vallée-Poussin, 1866-1962) 소수 정리를 증명한 수학자
- Charles Terlinden(1878-1972), 벨기에 역사가 및 교황 쳄벌린(papal chamberlain).
- Edgar Sengier (1879–1963), 벨기에 광업 기술자, Union Minière du Haut Katanga의 이사.
- Frans Van Cauwelaert (1880-1961), 벨기에 정치인.
- 장 밥티스트 얀센, S.J. (1889-1964), 벨기에 예수회 가톨릭 사제, 예수회의 제27대 총장.
- 우엉 웬하오(Weng Wenhao) (1889–1971), 중국 지질학자이자 정치가, 현대 중국 지리학의 창시자.
- 조르주 르메트르(Georges Lemaître, 1894–1966), 벨기에 천문학자, 수학자이자 가톨릭 신부, 빅뱅 이론의 제안자.
- Fulton J. Sheen (1895–1979), 미국 대주교, 텔레비전 전도사, 작가.
- August De Boott (1895-1986), 벨기에 정치인.
- Jerome D'Souza, S.J. (1897–1977), 인도의 예수회 가톨릭 신부, 교육학자, 작가 및 인도 제헌의회 의원(1946–1950).
- Albert Claude (1899–1983), 벨기에계 미국인 세포생물학자 및 의사, 1974년 노벨 생리의학상 수상자.
- Peter McKevitt(1900–1976), 아일랜드 가톨릭 신부, 작가 및 사회학자.
- Rafael Angel Calderón Guardia(1900–1970), 의사, 사회 개혁가, 코스타리카 대통령(1940–1944).
- Alberto Hurtado(1901–1952), 칠레의 예수회 가톨릭 신부, 사회 사업가 및 작가, 2005년 시성됨
- Victor Delhez(1902–1985), 벨기에 조각사 및 아티스트.
- Hendrik Elias (1902–1973), 플랑드르 민족주의자 및 정치인, 부역자(quisling).
- Maurice Anthony Biot(1905–1985), 벨기에계 미국인 물리학자이자 공극탄성(poroelasticity) 이론의 창시자.
- Léon Degrelle (1906–1994), 벨기에 정치인 및 나치 협력자, Rexism의 창시자, 부역자(quisling).
- Jean Charles Snoy et d'Oppuers (1907–1991), 벨기에 공무원, 외교관 및 정치인, 법학 졸업.
- Dominique Pire (1910–1969), 벨기에 도미니크 수도회, 1958년 제2차 세계 대전 이후 유럽 난민을 도운 공로로 노벨 평화상 수상.
- Herman Van Breda(1911–1974), 벨기에 가톨릭 신부이자 철학자, Husserl Archives의 설립자.
- 앙드레 몰리토르(1911-2005), 벨기에 공무원이자 벨기에 보두앵 1세의 개인 비서, 법학 졸업.
- 오토 폰 합스부르크(Otto von Habsburg, 1912–2011), 오스트리아의 정치가이자 작가, 오스트리아-헝가리의 왕위 계승자.
- 챤 슈링(Qian Xiuling) (1912–2008), 중국계 벨기에인 과학자, 2차 세계 대전 동안 거의 100명의 생명을 구함.
- 탕 유한(Tang Yuhan) (1912-2014), 중국 종양학자.
- Pieter De Somer(1917–1985), 벨기에 의사이자 생물학자, 뢰번 가톨릭 대학교(Katholieke Universiteit Leuven)의 초대 총장.
- Christian de Duve (1917–2013), 벨기에 세포학자 및 생화학자, 세포의 구조 및 기능적 조직에 관한 발견으로 1974년 노벨 생리의학상 수상.
- Anton van Wilderode (1919-1998), 플랑드르 운동가이자 작가.
- Frans Van Coetsem (1919-2002), 플랑드르 언어학자.
- Lode Van Den Bergh|Aster Berkhof (1920년 출생), 플랑드르 작가.
- Charles Mertens de Wilmars (1921-1994), 벨기에 정신과 의사, 하버드 의과대학 교수.
- Malachi Martin (1921–1999), 아일랜드 가톨릭 신부, 가톨릭 교회의 엑소시스트, 고생물학자, 작가.

## 같이 보기
- Academic libraries in Leuven
- Catholic University of Mechlin
- Collegium Trilingue
- 루뱅 가톨릭 대학교: 루뱅 가톨릭 대학교 (1835–1968)의 후신으로 프랑스어 사용 대학
- 뢰번 가톨릭 대학교: 루뱅 가톨릭 대학교 (1835–1968)의 후신으로 네덜란드어 사용 대학
- Leuven Database of Ancient Books
- Old University of Leuven
- State University of Leuven
- Université catholique de Louvain
- Universities in Leuven
- University of Lovanium